# Resolució 841 del Consell de Seguretat de les Nacions Unides
La Resolució 841 del Consell de Seguretat de les Nacions Unides fou adoptada per unanimitat el 16 de juny de 1993. Després de reconèixer la necessitat d'una solució urgent a la situació a Haití i als esforços del Secretari General de les Nacions Unides Boutros Boutros-Ghali i del Secretari General de l'Organització dels Estats Americans João Clemente Baena Soares, el Consell va posar diverses sancions internacionals a Haití.

## Antecedents
Jean-Bertrand Aristide va guanyar les eleccions generals de 1990-1991, després d'anys d'una dictadura militar. No obstant això, el 1991, Aristide va ser enderrocat en un cop d'Estat i el general Raoul Cédras va ser nomenat líder. Es va produir una resistència violenta al cop d'estat al país. Hi va haver una sèrie de sancions contra l'Haití per part de l'Organització d'Estats Americans (OEA) i l'Assemblea General de les Nacions Unides, però no eren obligatòries o legalment aplicables.

## Resolució
La situació va ser presentada al Consell de Seguretat per representacions de l'OEA i el Representant Permanent d'Haití. El Consell lamenta que el govern legítim de Jean-Bertrand Aristide no s'hagi restablert, expressant la seva preocupació perquè la situació condueixi a un clima de por i una possible afluència de refugiats als països veïns. Tenint en compte la petició del representant permanent d'Haití, la resolució va reconèixer que la situació era única i justificava mesures excepcionals.
Actuant sota el Capítol VII de la Carta de les Nacions Unides, el Consell va afirmar que una solució hauria de tenir en compte totes les resolucions anteriors de l'Assemblea General i de l'OEA. Després va decidir que, el 23 de juny de 1993 a les 0:01 hores (EDT), tindria efecte el següent embargament comercial a menys que el secretari general Boutros Boutros-Ghali informés al Consell que després de les negociacions no caldrien aquestes mesures; si les autoritats d'Haití no ho complien, llavors tindran efecte les següents mesures:
(a) Tots els estats tindran prohibida la venda a Haití de petroli, productes derivats del petroli, armes i material relacionat, incloses armes i municions, vehicles i equips militars, equips policials i peces de recanvi per a qualsevol de les esmentades a Haití
(b) Prohibit tot el trànsit entri al territori o a les aigües territorials del país que porti algun dels productes abans esmentats;
(c) Es congelaran els fons estrangers que tinguin les autoritats d'Haití.
També es va establir un Comitè del Consell de Seguretat que va estar autoritzat a decidir qualsevol importació excepcional de petroli a Haití per raons humanitàries. Es van establir les següents tasques:
(a) informar sobre les mesures adoptades pels estats per aplicar les sancions;
(b) considerar possibles violacions de la resolució actual i recomanar mesures apropiades;
(c) decidir ràpidament les sol·licituds d'aprovació de les importacions de petroli i productes derivats del petroli per a necessitats humanitàries essencials;
(d) informar periòdicament sobre violacions de la Resolució 841;
(e) fer pautes per garantir l'aplicació efectiva de la resolució actual.
Es va demanar a tots els països que cooperessin plenament amb les mesures adoptades i presentessin processos contra persones i entitats que violessin les mesures. També es va demanar als estats que informessin al Secretari General abans del 16 de juliol de 1993 sobre les mesures que havien iniciat, mentre es demanava a Boutros-Ghali que informés sobre el progrés que ell i el Secretari General de la OEA havien fet per trobar una solució política el 15 de juliol de 1993. Al mateix temps, el Consell es va comprometre a revisar les sancions si les autoritats "de facto" d'Haití signaven algun acord per restablir el govern legítim de Jean-Bertrand Aristide.